# Delitto e castigo (miniserie televisiva 1983)
Delitto e castigo è una miniserie televisiva italiana del 1983 diretta da Mario Missiroli, basata sull'omonimo romanzo di Dostoevskij. 

## La fiction
Nel suo formato originario, la fiction è composta da cinque puntate. Venne trasmessa in prima visione a partire dal 9 febbraio 1983 e fino al 9 marzo 1983 dal canale televisivo Raidue, che in quel periodo storico era noto come TV2.
Il cast di questa fiction era composto da Mattia Sbragia, Massimo De Rossi, Mirella Falco, Susanna Martinková, Piero Mazzarella, Piera Degli Esposti, Elena Fornaresio, Fabio Basello, Bianca Fornaresio, Marija Tocinoski, Sergio Ciulli, Antonia Piazza, Lidija Kozlovic, Fiorenza Marchegiani, Gabriele Ferzetti, Lino Troisi, Paolo Trenta.
Gli autori della sceneggiatura furono Tullio Kezich e Mario Missiroli.
La regia fu di Mario Missiroli.